# Theater Willy Praml

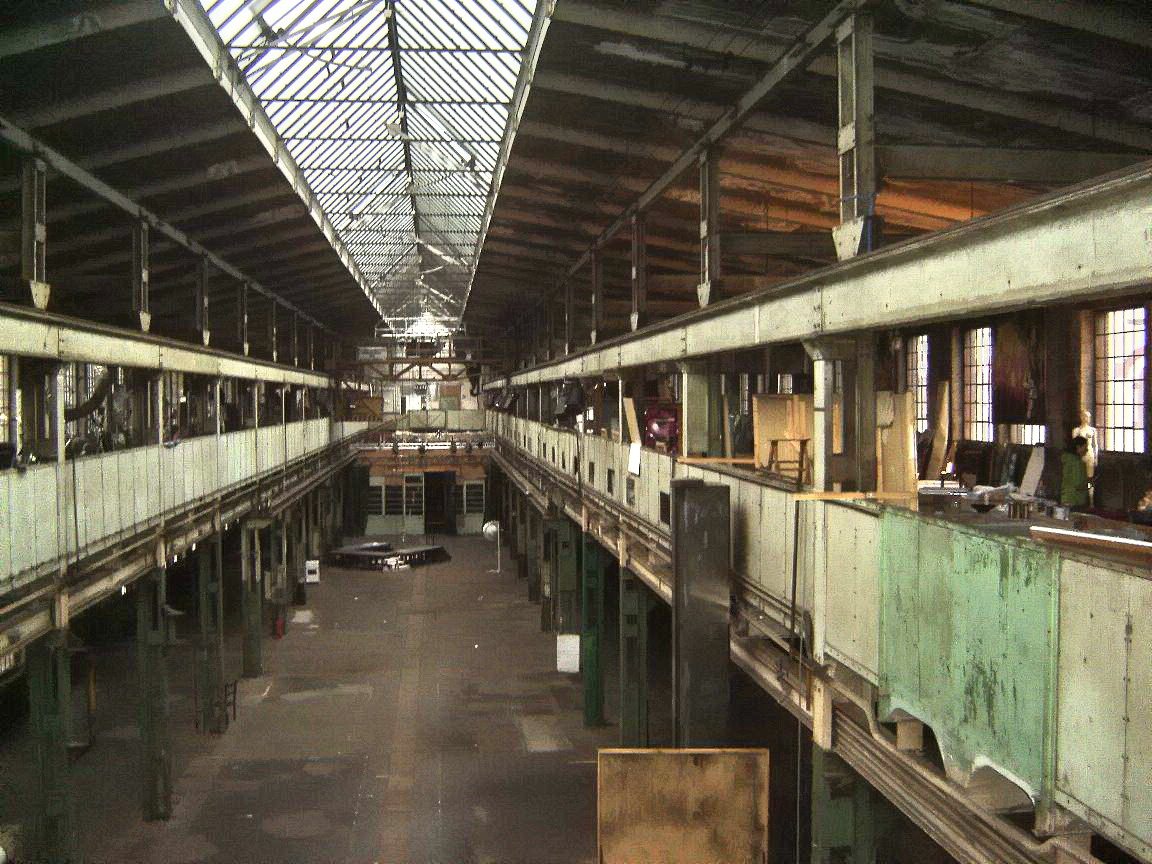
Spielstätte des Theaters in der Naxoshalle im Frankfurter Ostend

Das Theater Willy Praml wurde 1991 von Willy Praml  und Michael Weber als freies Theater in Frankfurt am Main gegründet. Das Theater arbeitet mit einem professionellen Ensemble. Seit dem Jahr 2000 befindet sich das Theater Willy Praml in der Naxoshalle im Frankfurter Ostend.

## Produktionen (Auswahl)
- 1994 Faust 1 & 2 von Johann Wolfgang von Goethe in der Frankfurter Paulskirche mit Bürgern der Stadt.
- 1997 Lolita Park (nach Lolita von Vladimir Nabokov) in der Tiefgarage der Adlerwerke mit 12- bis 13-jährigen Schülerinnen.
- 1997 Britannicus, von Jean Racine
- 1998 Patriotismus von Yukio Mishima in der Alten Hafenschmiede Honsellbrücke
- 2000 Tarzan – Kein Weg zurück in den Urwald, mit Texten und nach Motiven von Edward Albee, E. R. Burroughs, Joseph Conrad, Peter Handke, Ernest Hemingway, Friedrich Nietzsche, G. B. Schaller, W. Shakespeare, Andy Warhol, Oscar Wilde, Walt Whitman.
- 2001 Briefe an Adolf Hitler (Dokumente aus der Reichskanzlei) mit Bewohnerinnen eines Seniorenheims.
- 2003 Maria Stuart von Friedrich Schiller.
- 2003 Der Parasit von Schiller (nach einem Lustspiel von Louis-Benoît Picard)
- 2004 Goethes Wilhelm Meister
- 2005 Verbrecher aus verlorener Ehre (Parabel von Schiller) mit Erwerbslosen.
- 2005 Medea von Hans Henny Jahnn.
- 2005 Jesus d’amour, geb. im Jahre 0 - Die Weihnachtsgeschichte nach Matthäus, Markus, Lukas und Johannes
- 2006 Jesus d’amour, gest./auferst. - das Evangelium
- 2006 Im Dickicht der Städte von Bertolt Brecht.
- 2006 Quai West von Bernard-Marie Koltès.
- 2007 Ariadnes Faden, Arthurs Schwester Marie & der „ächte“ Naxos-Schmirgel (100 Jahre Industriegeschichte der Naxos-Union).[1]
- 2007 Reineke Fuchs von Goethe.
- 2007 Marquise von O… von Heinrich von Kleist.
- 2008 Amphitryon von Kleist.
- 2008 Don Carlos von Schiller.
- 2009 Karl Valentin – Triumph des Unwillens.
- 2009 Die 1002. Nacht. Schwarze Jungfrauen von Feridun Zaimoglu / Günter Senkel. Gyges und sein Ring von Friedrich Hebbel.
- 2010 Prometheus von Aischylos und Heiner Müller.
- 2011 Jedermann von Hugo von Hofmannsthal.[2]
- 2012 Vom Wege ab. Grimms Märchen von den Gebrüder Grimm.
- 2012 Leonce und Lena. Lustspiel von Georg Büchner.
- 2013 Heine wacht auf und erzählt seinem Freund Karl Marx wie er im Traum in einem Kahn die Kurt-Schumacher-Straße rauf und runter fuhr. Theater im öffentlichen Raum von Willy Praml
- 2014 Zyklus: Der Mensch ist ein soziales Tier, sagt Darwin. Von Willy Praml und Michael Weber.
  - Teil I: Sind Affen Rechtshänder?
  - Teil II: Der (Alp-) Traum vom Glück
  - Teil III: Von Mogadischu bis Oostende
- 2014 Bernarda Albas Haus. Eine Tragödie von Garcia Lorca.
- 2015 Carl Sternheims Maske’sche Trilogie
  - Die Hose
  - Der Snob
  - 1913
  - Der Rabbi von Bacharach – mit Heinrich Heine an den Ufern des Rheins. Frei nach Heinrich Heine.
- 2016 Das Erdbeben in Chili  – Trilinguales Theaterprojekt mit Geflüchteten in Arabisch, Fārsī und Deutsch. Nach einer Novelle von Heinrich von Kleist.[3]